# Britische Unihockeynationalmannschaft
Die britische Unihockeynationalmannschaft repräsentiert Großbritannien bei Länderspielen und internationalen Turnieren in der Sportart Unihockey. Die höchste Platzierung konnte die britische Nationalmannschaft an der Weltmeisterschaft 2000 in Norwegen erzielen.

## Platzierungen

### Weltmeisterschaften
| WM   | Austragungsort(e)                              | Platz              |
| ---- | ---------------------------------------------- | ------------------ |
| 1996 | Skellefteå, Uppsala, Stockholm                 | –                  |
| 1998 | Brünn, Prag                                    | –                  |
| 2000 | Drammen, Oslo, Sarpsborg                       | 13. Platz          |
| 2002 | Helsinki                                       | 18. Platz          |
| 2004 | Zürich, Kloten                                 | 16. Platz          |
| 2006 | Helsingborg, Malmö, Botkyrka, Solna, Stockholm | 19. Platz          |
| 2008 | Ostrava, Prag                                  | 20. Platz          |
| 2010 | Helsinki, Vantaa                               | nicht qualifiziert |
| 2012 | Zürich, Bern                                   | nicht qualifiziert |
| 2014 | Göteborg                                       | nicht qualifiziert |
| 2016 | Riga                                           | nicht qualifiziert |
| 2018 | Prag                                           | nicht qualifiziert |
| 2021 | Helsinki                                       | nicht qualifiziert |
| 2022 | Zürich, Winterthur                             | nicht qualifiziert |

## Trainer
- 2015-jetzt Robert Nichols